# Rdeči Kal, Trebnje
Rdeči Kal este o localitate din comuna Trebnje, Slovenia, cu o populație de 85 de locuitori.